# Mistrzostwa Świata Juniorów w Narciarstwie Alpejskim 2019
38. Mistrzostwa świata juniorów w narciarstwie alpejskim – zawody w narciarstwie alpejskim, które odbyły się w dniach 18 – 27 lutego 2019 roku na trasach we włoskiej miejscowości Val di Fassa. Rozegranych zostało po 5 konkurencji dla kobiet i mężczyzn, a także zawody drużynowe. W klasyfikacji medalowej zwyciężyła reprezentacja Szwajcarii, której zawodnicy zdobyli siedem medali: 3 złote, 3 srebrne i 1 brązowy.
Były to siódme zawody tego cyklu organizowane we Włoszech, ale pierwsze, które odbyły się w Val di Fassa.

## Wyniki
| Pozycja | Zawodnik         | Narodowość        | Czas    |
| ------- | ---------------- | ----------------- | ------- |
|         | Lars Rösti       | Szwajcaria        | 1:20,21 |
|         | Julian Schütter  | Austria           | 1:20,33 |
|         | Manuel Traninger | Austria           | 1:20,66 |
| 4.      | Atle Lie McGrath | Norwegia          | 1:20,67 |
| 5.      | Josua Mettler    | Włochy            | 1:20,84 |
| 6.      | Kyle Negomir     | Stany Zjednoczone | 1:20,91 |

| Pozycja | Zawodniczka     | Narodowość | Czas    |
| ------- | --------------- | ---------- | ------- |
|         | Juliana Suter   | Szwajcaria | 1:23,91 |
|         | Noémie Kolly    | Szwajcaria | 1:24,06 |
|         | Lisa Grill      | Austria    | 1:24,57 |
| 4.      | Stephanie Jenal | Szwajcaria | 1:24,67 |
| 5.      | Julia Scheib    | Austria    | 1:24,74 |
| 5.      | Sofia Pizzato   | Włochy     | 1:24,74 |

| Pozycja | Zawodnik         | Narodowość        | Czas    |
| ------- | ---------------- | ----------------- | ------- |
|         | River Radamus    | Stany Zjednoczone | 1:09,29 |
|         | Lucas Braathen   | Norwegia          | 1:09,63 |
|         | Florian Loriot   | Francja           | 1:09,77 |
| 4.      | Manuel Traninger | Austria           | 1:09,84 |
| 5.      | Lars Rösti       | Szwajcaria        | 1:10,09 |
| 6.      | Julian Schütter  | Austria           | 1:10,36 |

| Pozycja | Zawodniczka        | Narodowość        | Czas    |
| ------- | ------------------ | ----------------- | ------- |
|         | Hannah Sæthereng   | Norwegia          | 1:14,54 |
|         | Julia Scheib       | Austria           | 1:14,68 |
|         | Lindy Etzensperger | Szwajcaria        | 1:14,74 |
| 4.      | Noémie Kolly       | Szwajcaria        | 1:14,77 |
| 5.      | Keely Cashman      | Stany Zjednoczone | 1:14,92 |
| 6.      | Madeleine Chirat   | Francja           | 1:15,01 |

| Pozycja | Zawodnik                 | Narodowość        | Czas    |
| ------- | ------------------------ | ----------------- | ------- |
|         | River Radamus            | Stany Zjednoczone | 1:57,96 |
|         | Tobias Kastlunger        | Włochy            | 1:58,80 |
|         | Sam Maes                 | Belgia            | 1:58,89 |
| 4.      | Halvor Hilde Gunleiksrud | Norwegia          | 1:59,14 |
| 5.      | Léo Anguenot             | Francja           | 1:59,46 |
| 6.      | Florian Loriot           | Francja           | 1:59,70 |

| Pozycja | Zawodniczka     | Narodowość    | Czas    |
| ------- | --------------- | ------------- | ------- |
|         | Alice Robinson  | Nowa Zelandia | 1:54,99 |
|         | Camille Rast    | Szwajcaria    | 1:56,05 |
|         | Kaja Norbye     | Norwegia      | 1:56,15 |
| 4.      | Neja Dvornik    | Słowenia      | 1:56,22 |
| 5.      | Julia Scheib    | Austria       | 1:56,46 |
| 6.      | Riikka Honkanen | Finlandia     | 1:56,62 |

| Pozycja | Zawodnik         | Narodowość        | Czas    |
| ------- | ---------------- | ----------------- | ------- |
|         | Alex Vinatzer    | Włochy            | 1:46,52 |
|         | Benjamin Ritchie | Stany Zjednoczone | 1:47,90 |
|         | Sam Maes         | Belgia            | 1:47,98 |
| 4.      | Joshua Sturm     | Austria           | 1:48,29 |
| 5.      | Andreas Strand   | Norwegia          | 1:48,40 |
| 6.      | Jimmy Krupka     | Stany Zjednoczone | 1:48,42 |
| 6.      | Samuel Kolega    | Chorwacja         | 1:48,42 |

| Pozycja | Zawodniczka    | Narodowość | Czas    |
| ------- | -------------- | ---------- | ------- |
|         | Meta Hrovat    | Słowenia   | 1:47,70 |
|         | Aline Danioth  | Szwajcaria | 1:48,59 |
|         | Elsa Fermbäck  | Szwecja    | 1:48,98 |
| 4.      | Neja Dvornik   | Słowenia   | 1:49,03 |
| 5.      | Lara Della Mea | Włochy     | 1:49,55 |
| 6.      | Camille Rast   | Szwajcaria | 1:49,68 |

| Pozycja | Zawodnik             | Narodowość        | Czas    |
| ------- | -------------------- | ----------------- | ------- |
|         | Tobias Hedström      | Szwecja           | 2:04,03 |
|         | Atle Lie McGrath     | Norwegia          | 2:04,45 |
|         | Lucas Braathen       | Norwegia          | 2:04,48 |
| 4.      | River Radamus        | Stany Zjednoczone | 2:04,55 |
| 5.      | Louis Muhlen-Schulte | Australia         | 2:04,87 |
| 6.      | Kaspar Kindem        | Norwegia          | 2:04,93 |

| Pozycja | Zawodniczka       | Narodowość        | Czas    |
| ------- | ----------------- | ----------------- | ------- |
|         | Nicole Good       | Szwajcaria        | 2:03,77 |
|         | Kaja Norbye       | Norwegia          | 2:04,27 |
|         | Ida Dannewitz     | Szwecja           | 2:04,28 |
| 4.      | Keely Cashman     | Stany Zjednoczone | 2:04,54 |
| 5.      | Martina Willibald | Niemcy            | 2:04,60 |
| 6.      | Hannah Sæthereng  | Norwegia          | 2:04,65 |

### Drużynowo
| Konkurencja           | Data      | Złoto                                                                       | Srebro                                                                       | Brąz                                                                              |
| Rywalizacja drużynowa | 12 lutego | Francja Marie Lamure · Jérémie Lagier · Doriane Escané · Augustin Bianchini | Stany Zjednoczone Katie Hensien · River Radamus · AJ Hurt · Benjamin Ritchie | Niemcy Martina Willibald · Nikolaus Pföderl · Martina Ostler · Fabian Himmelsbach |

## Klasyfikacja medalowa
| Miejsce | Państwo           |   |   |   | złoto · srebro · brąz |
| ------- | ----------------- | - | - | - | --------------------- |
| 1.      | Szwajcaria        | 3 | 3 | 1 | 7                     |
| 2.      | Stany Zjednoczone | 2 | 2 | 0 | 4                     |
| 3.      | Norwegia          | 1 | 3 | 2 | 6                     |
| 4.      | Włochy            | 1 | 1 | 0 | 2                     |
| 5.      | Szwecja           | 1 | 0 | 2 | 3                     |
| 6.      | Francja           | 1 | 0 | 1 | 2                     |
| 7.      | Nowa Zelandia     | 1 | 0 | 0 | 1                     |
| 7.      | Słowenia          | 1 | 0 | 0 | 1                     |
| 9.      | Austria           | 0 | 2 | 2 | 4                     |
| 10.     | Belgia            | 0 | 0 | 2 | 2                     |
| 11.     | Niemcy            | 0 | 0 | 1 | 1                     |